# Sally Face
Sally Face est un jeu d'aventure avec des éléments d'horreur psychologique et de fiction policière créé par Steve Gabry alias Portable Moose. Le jeu suit Sal Fisher (aussi connu sous le nom de Sally Face), un garçon avec une prothèse de visage, qui enquête sur des meurtres locaux avec ses amis. Le jeu se compose de 5 épisodes sortis entre 2016 et 2019. Sally Face est également sorti sur Nintendo Switch en 2021, puis sur PlayStation 4 et Xbox One en 2022.

## Système de jeu
Sally Face est un jeu d'aventure qui comprend une narration, une exploration et une résolution d'énigmes, combinées au contrôle direct du joueur via défilement horizontal. Le joueur est encouragé à parler aux personnages du jeu et à explorer les environnements pour découvrir des parties cachées de l'histoire et peuvent revenir aux environnements dans des chronologies ultérieures pour voir comment les choses ont changé. Chaque épisode de Sally Face contient des énigmes facultatives qui révèlent davantage de l'histoire. Le jeu comprend également divers mini-jeux qui interrompent le gameplay habituel.

## Trame
Épisode 1
Sal Fisher, un garçon de 15 ans avec une prothèse de visage, se réveille dans une chambre d'hôpital stérile, le visage enveloppé de bandages. Alors qu'il se lève pour explorer, l'atmosphère devient rapidement étrange. La pièce semble normale au premier abord, mais Sal se déplace dans les couloirs de l'hôpital, les choses commencent à changer, du sang éclabousse les murs, la lumière scintille et d'étranges murmures résonnent autour de lui. Alors qu'il navigue dans cette séquence onirique, il rencontre un chien nommé le Dr. Enon, qui lui dit de manière énigmatique qu'il n'est pas seul. La nature surréaliste et troublante de cette introduction laisse entrevoir les éléments d’horreur psychologique qui définiront le jeu. Après cette étrange séquence de rêve, Sal se réveille dans la réalité, révélant que lui et son père avaient déménagé dans l'immeuble Addison Apartments dans la ville de Nockfell. La veille de leur arrivée, l'une des autres résidentes, Mrs. Sanderson, est assassinée. Sal explore et rencontre les autres locataires, dont Larry Johnson, qui révèle avoir été témoin du meurtre. Sal aide Larry à trouver des preuves que le meurtrier était l'un des autres résidents, Charley Mansfield. Ils présentent les preuves à la police et il est arrêté.
Dans le présent, Sal raconte l'histoire à son thérapeute, le Dr. Enon, alors qu'il est sous peine de mort pour meurtre de masse.
Épisode 2
L'épisode commence avec Sal faisant l'expérience d'un autre rêve troublant, faisant allusion à son passé traumatisant et à une présence surnaturelle croissante autour de lui. À son réveil, Larry lui dit qu'il entend des bruits étranges au sous-sol de l'immeuble. Croyant que cela pourrait être lié au meurtre de l'épisode précédent, les deux décident d'enquêter davantage. Larry dit à Sal qu'il pense qu'un démon l'a maudit dans le bâtiment. Ils découvrent tous deux des zones cachées dans le sous-sol, notamment une pièce remplie de symboles étranges, de rituels sombres et d'une présence inquiétante qui suggère que le bâtiment est hanté par quelque chose de bien pire que de simples fantômes. Alors qu'ils creusent plus profondément, Sal éprouve des visions terrifiantes d'une figure démoniaque, laissant entrevoir un mal plus grand lié aux appartements. Sal promet de l'aider et se rend chez Todd Morrison, un locataire de leur âge qui crée des gadgets. Todd modifie le « Gear Boy » de Sal pour pouvoir détecter des points surnaturels et tous les trois explorent le bâtiment. Au dernier étage, en cours de rénovation, Sal entre dans une pièce secrète, où il rencontre le démon. Larry intervient pour sauver Sal et élimine le démon avec un gadget fabriqué par Todd. Dans le présent, Sal est emmené tandis qu'Enon visite la cabane dans les arbres, où il est effrayé par le fantôme de Larry et est tué après être tombé de l'arbre, se brisant le cou.
Épisode 3
Cet épisode commence plus d'un an plus tard, avec Sal et ses amis à la cafétéria de l'école, où ils soupçonnent que quelque chose ne va vraiment pas avec les sandwichs de bologne de la cafétéria. Les étudiants en mangent depuis des années, mais personne ne semble savoir d’où il vient réellement. Le goût étrange et ses origines suspectes poussent le groupe à enquêter. Après avoir découvert qu'il est produit par la professeure de mathématiques, Mrs. Packerton, qui vit également à Addison Appartments, Sal et Larry décident de cambrioler son appartement. Ils découvrent alors que le bologne est fait de chair humaine et que le mari de Mme Packerton est possédé par une entité inconnue, qu'ils euthanasient. Leur amie Ashley Campbell découvre un vide-ordures caché mais tombe dedans. Sal, Larry et Todd découvrent que le vide-ordure mène en fait à un temple occulte sous le bâtiment, où ils sauvent Ashley. Le jour suivant, Mrs. Packerton est tuée dans un accident de bus.
Épisode 4
Cinq ans plus tard, Sal, désormais adulte, vit avec Todd et son petit ami Neil dans une maison en bas de la route d'Addison Apartments, où ils ont passé les dernières années à enquêter sur la secte. Ashley vient lui rendre visite et elle et Sal se rencontrent au bord d'un lac. Cette nuit-là, Sal reçoit d'étranges messages de Larry et se précipite vers les appartements, pour découvrir que Larry s'est suicidé. Sal et le fantôme de Larry se frayent un chemin ensemble à travers l'immeuble, où il est montré dans l'autre monde que tous les résidents sont envahis par une étrange présence. Lorsque Sal rejoint Terrence Addison, le propriétaire de l'immeuble qui ne quitte jamais sa chambre, il découvre qu'une masse verte charnue le possède depuis qu'il est enfant. Sal vainc la masse en tuant Terrence mais une apparition de ce dernier lui dit qu'il doit tuer tous les résidents infectés pour mettre fin à l'infestation pour de bon. À contrecœur, Sal obéit et assassine tous les résidents. Dans le hall, il trouve Todd, qui a été possédé par le démon. Todd appelle Ashley, en pleurs et hystérique, et elle appelle les autorités. Elle arrive en même temps que la police, et voit un Sal couvert de sang, marmonnant et plein de regrets. Sal est immédiatement arrêté.
Deux ans plus tard, Sal est jugé et, en raison du contrôle du jury par la secte et du remplacement du Docteur Enon par un sosie de la secte, il est condamné à mort. Bien qu'Ashley trouve plus tard la preuve de l'histoire de Sal sous la forme d'une photo du fantôme de Larry, elle arrive trop tard pour sauver Sal, assistant à sa mort.
Épisode 5
Après la mort de Sal, Ashley poursuit les enquêtes de Todd sur la secte. Elle place des explosifs dans le temple principal de la secte, mais elle est incapable de se résoudre à les faire exploser. Croyant que Sal est destiné à détruire la secte, elle commence un rituel pour le faire revivre et se coupe le poignet pour devenir un hôte physique pour son esprit, la gardant temporairement en vie et lui donnant des capacités spéciales. Ils se rendent au temple, où Ashley, l'esprit de Sal et le fantôme de Larry vainquent « The Endless », l'entité centrale de la secte, sauvant Todd de la possession de la secte. Le fantôme de Larry disparaît, laissant les autres le pleurer.
Il est révélé plus tard dans l'épilogue déverrouillable que, même après tous les efforts du groupe pour sauver le monde de la secte, 52 % de la population de la planète avait été consumée par les ténèbres bien qu'ils aient réussi à sauver le monde.

## Développement
| 2016 | Épisode 1 |
| 2017 | Épisode 2 |
| 2018 | Épisode 3 |
| 2018 | Épisode 4 |
| 2019 | Épisode 5 |

Sally Face est développé par Portable Moose, composé du développeur solo Steve Gabry qui a également composé les bandes sonores. Le développement du jeu a pris cinq ans. Il a été développé en utilisant le moteur de jeu Unity. Bien que Steve ait inventé le concept et le monde de Sally Face vers 2006/2007, le développement du jeu n'a officiellement commencé qu'en 2015. Steve cite les dessins animés des années 90 et ses cauchemars personnels comme sa principale source d'inspiration. En 2016, une campagne de financement participatif Indiegogo, qui a rapporté 13 697 $ au jeu, a permis à Steve Gabry de commencer à travailler sur Sally Face à plein temps. Le premier épisode est sorti le 16 août 2016 sur itch.io et le 14 décembre sur Steam. Le deuxième épisode est sorti le 7 juillet 2017. Le troisième épisode est sorti le 10 février 2018 sur toutes les plateformes. Le quatrième épisode est sorti le 30 novembre 2018. Enfin, le dernier épisode est le 13 décembre 2019.

## Critiques
Sally Face a été accueilli positivement par les critiques. Le site Gamers Decide a placé Sally Face dans son Top 10 des meilleurs jeux narratifs indépendants. Nerdvana l'a qualifié de « chef-d'œuvre d'horreur psychologique » et a salué le jeu pour avoir évoqué des émotions fortes. Adventure Gamers a critiqué Sally Face pour son côté alambiqué et pour avoir caché des éléments importants de l'histoire derrière des énigmes optionnelles, mais a finalement déclaré que c'était « une expérience de jeu intéressante et totalement unique qui doit être jouée pour être crue. » 

### Récompenses
Gagnant, « Indie of the Year 2018 » - IndieDB 
Finaliste, « Indie - Digital » - Let's Play PA 2017 
Top 100, « Indie of the Year » - IndieDB 